# 约瑟夫·古特曼
约瑟夫·古特曼（捷克語：Josef Guttmann，1902年5月23日—1958年？月？日），犹太人，是捷克斯洛伐克的政治家，捷克斯洛伐克共產黨中央委员会委员，由于他尖锐批评莫斯科审判，因此被开除出党，之后移居美国，再未回国。